# Альтьери, Лодовико
Лодовико Альтьери (итал. Lodovico Altieri; 17 июля 1805, Рим, Папская область — 11 августа 1867, Альбано-Лациале, Папская область) — итальянский куриальный кардинал и папский дипломат. Титулярный архиепископ Эфеса с 11 июля 1836 по 21 апреля 1845. Апостольский нунций в Австрии с 18 июля 1836 по 21 апреля 1845. Про-секретарь меморандумов с 1845 по 1847. Секретарь меморандумов с 17 января 1855 по 19 марта 1857. Камерленго с 19 марта 1857 по 11 августа 1867. Префект Священной Конгрегации Индекса с 5 сентября 1861 по 28 декабря 1864. Архипресвитер патриаршей Латеранской базилики с 8 марта 1863 по 11 августа 1867. Кардинал in pectore с 14 декабря 1840 по 21 апреля 1845. Кардинал-священник с 21 апреля 1845, с титулом церкви pro illa vice Санта-Мария-ин-Портико-Кампителли с 24 ноября 1845 по 17 декабря 1860. Кардинал-епископ Альбано с 17 декабря 1860.